# Арола (Вербано-Кузио-Осола)
Арола (итал. Arola) је насеље у Италији у округу Вербано-Кузио-Осола, региону Пијемонт.
Према процени из 2011. у насељу је живело 232 становника. Насеље се налази на надморској висини од 618 м.

## Становништво
Према резултатима пописа становништва 2011. у општини је живело 250 становника.
| 1931. | 1936. | 1951. | 1961. | 1971. | 1981. | 1991. | 2001. | 2011. |
| ----- | ----- | ----- | ----- | ----- | ----- | ----- | ----- | ----- |
| 503   | 437   | 364   | 384   | 368   | 323   | 291   | 279   | 250   |